# Епархия Джуно

Герб епархии Джуно

Епархия Джуно (лат. Dioecesis Junellensis) — бывшая епархия Римско-католической церкви с центром в городе Джуно, США. Епархия Джуно входит в архиепархию Анкориджа. Кафедральным собором епархии Джуно является собор Рождества Пресвятой Богородицы в городе Джуно.

## История
23 июня 1951 года Римский папа Пий XII издал буллу "Evangelii Praeconum", которой учредил епархию Джуно, выделив её из апостольского викариата Аляски (сегодня — Епархия Фэрбанкса).
19 мая 2020 года Папа Франциск распорядился о слиянии архиепархии Анкориджа с епархией Джуно и установил новую церковную митрополию Анкориджа-Джуно, в то же время назначив первого митрополита-архиепископа новой митрополии епископа Эндрю Юджина Беллизарио, до сих пор бывшего епископом Джуно и апостольскии администратором Анкориджа.

## Ординарии епархии
- епископ Роберт Дермот О’Фланаган (9.07.1951 — 19.06.1968);
- епископ Фрэнсис Томас Хёрли (20.07.1971 — 4.05.1976);
- епископ Майкл Хьюз Кенни (22.03.1979 — 19.02.1995);
- епископ Майкл Ульям Уорфел (19.11.1996 — 20.11.2007) — назначен епископом Грейт-Фолс — Биллингса
- епископ Эдвард Джеймс Бёрнс (19.01.2009 — 13.12.2016) — назначен епископом Далласа
- епископ Эндрю Юджин Беллизарио (11.07.2017 — 19.05.2020).

## Источник
- Annuario Pontificio, Libreria Editrice Vaticana, Città del Vaticano, 2003, ISBN 88-209-7422-3
- Bolla Evangelii Praeconum, AAS 43 (1951), стр. 719 (лат.)